# Berl Katznelson
Berl Katznelson (ur. 25 stycznia 1887 w Bobrujsku; zm. 12 sierpnia 1944 w Jerozolimie) – rosyjski dziennikarz i polityk pochodzenia żydowskiego, jeden z głównych przywódców i ideologów ruchu syjonizmu socjalistycznego. Działacz ruchu robotniczego w Brytyjskim Mandacie Palestyny. Był redaktorem gazety Dawar, pierwszej codziennej gazety ruchu robotniczego w Palestynie. Odegrał ważną rolę w procesie tworzenia państwa żydowskiego. Był stryjem prof. Dory Kacnelson, wybitnej historyczki, slawistki i literaturoznawcy oraz kuzynem zamordowanego w Auschwitz poety Icchaka Kacnelsona.

## Życiorys

### Dzieciństwo i młodość
Berl urodził się w 1887 roku w Bobrujsku w Imperium Rosyjskim (obecnie Białoruś), w rodzinie żydowskiej. Był bardzo słabym i chorowitym dzieckiem, dlatego nie mógł regularnie uczęszczać do szkoły. Większość swojej edukacji otrzymał od prywatnych nauczycieli. Ojciec był członkiem organizacji syjonistycznej Chowewej Syjon, i za jego sprawą od najmłodszych lat był zapoznany z ideologią syjonizmu socjalistycznego. Gdy w 1899 roku zmarł jego ojciec, matka była zmuszona szukać wsparcia finansowego u rodziny. Berl od dzieciństwa pragnął wyjechać do Ziemi Izraela, zdecydował się jednak pozostać w Rosji i utrzymywać z pracy własnymi rękami. Pracował w różnych zawodach, takich jak kowal, nauczyciel i bibliotekarz. Pracując w żydowskiej bibliotece nauczał języka hebrajskiego i jidysz, a także literatury i historii żydowskiej.

### Pobyt w Palestynie
W 1909 roku Katznelson wyemigrował do Palestyny, będącej wówczas częścią Imperium Osmańskiego. Początkowo zamieszkał w Jafie, gdzie poznał pisarza Josefa Chaima Brennera. Wspólnie wymieniali się poglądami na temat aktualnych zdarzeń i wizji przyszłego państwa żydowskiego. Brenner zapoznał go z przywódcą żydowskiego ruchu robotniczego w Palestynie, Aharonem Gordonem. Dzięki niemu Katznelson wzbogacił swoje świeckie poglądy o wymiar duchowego syjonizmu socjalistycznego. W kolejnych miesiącach wiele podróżował po Palestynie, odwiedzając żydowskie kolonie i stając się znaną postacią wśród robotników.

### Działalność publiczna
Wraz z wybuchem I wojny światowej sytuacja społeczności żydowskiej w Palestynie uległa znacznemu pogorszeniu. Władze tureckie prześladowały Żydów, uznając ich za sojuszników Wielkiej Brytanii i potencjalnych wrogów. Doprowadziło to do poważnego kryzysu gospodarczego, wzrostu bezrobocia i nędzy. Wielu imigrantów decydowało się na wyjazd z Palestyny. W ciągu tych lat Katznelson był mocno zaangażowany w działalność ruchu robotniczego i stał się liderem syjonizmu socjalistycznego. Był zwolennikiem syndykalizmu i uważał, że zasadniczym narzędziem walki proletariatu miały być związki zawodowe, a nie partie polityczne. Podczas konferencji w 1917 roku wezwał do zjednoczenia żydowskiego ruchu robotniczego w Palestynie, znajdując gorącego zwolennika w Dawidzie Ben Gurionie. Nie zdołał jednak przekonać Aharona Gordona, który obstawał przy założonym przez siebie ruchu socjaldemokratycznym Hapoel Ha-Cair. Działania wówczas podjęte przez Katznelsona zmierzały w kierunku utworzenia unii związków zawodowych i robotniczych partii politycznych. W grudniu 1920 roku był jednym z założycieli centrali związkowej Histadrut. Pomógł założyć instytucję ubezpieczeniowo-finansową wspierającą opiekę zdrowotną Clalit.
W 1925 roku razem z Mosze Beilinsonem założył gazetę Dawar. Była to pierwsza codzienna gazeta ruchu robotniczego w Brytyjskim Mandacie Palestyny. Katznelson do końca życia był jej naczelnym redaktorem. Był także założycielem i naczelnym redaktorem wydawnictwa Am Owed. Jego gabinet zawsze był pełen nieproszonych gości, którzy zgłaszali do niego liczne wnioski i skargi. Gdy jego koledzy redakcyjni mówili, że są określone godziny pracy i przyjmowania interesantów, on odpowiadał: „jedne drzwi w tym kraju zawsze powinny być otwarte dla ludzi”. Przez całe życie walczył o prawa jednostki w społeczeństwie.
Gdy w 1936 roku wybuchło arabskie powstanie w Palestynie, Brytyjczycy powołali Komisję Peela. Zaleciła ona odseperowanie obu zwaśnionych ze sobą społeczności w dwóch państwach: mniejszym żydowskim i większym arabskim. Małe państwo żydowskie miało opierać się na posiadanych przez Żydów gruntach, do których mieli prawa własności. Państwo to pozostałoby powiązane z władzami mandatowymi. Natomiast duże państwo arabskie zostałoby powiązane z Emiratem Transjordanii. Katznelson był dobrze znany ze swojej chęci pokojowego współżycia Żydów z Arabami, dlatego sprzeciwił się planowi podziału Palestyny. Stwierdził:

Nie chcę zobaczyć realizacji syjonizmu w postaci nowego państwa polskiego z Arabami w położeniu Żydów i Żydami w położeniu Polaków, jako ludzi rządzących. Dla mnie byłoby to całkowitym wypaczeniem idei syjonistycznych (...) Nasze pokolenie jest świadkiem tego, że narody aspirujące do wolności, które zrzuciły jarzmo niewoli, narzuciły jednocześnie to jarzmo na barki innych. Przez te wszystkie pokolenia, gdy byliśmy prześladowani, wygnani i poniżani, poznaliśmy nie tylko ból wygnania i zniewolenia, ale i pogardę dla tyranii. Czy jest to tylko przypadek kwaśnych winogron? Mamy pielęgnować marzenia niewolników, którzy chcą rządzić?.

Podczas II wojny światowej Katznelson zaangażował się w pomoc nielegalnej aliji. Usilnie działał, aby ocalić jak najwięcej europejskich Żydów przed Holocaustem. Zmarł 12 sierpnia 1944 roku w Jerozolimie z powodu tętniaków. Został pochowany na cmentarzu znajdującym się niedaleko brzegów Jeziora Tyberiadzkiego.

## Znaczenie
Katznelson jako jeden z liderów syjonizmu socjalistycznego odegrał ważną rolę w procesie tworzenia państwa żydowskiego. Pomimo że był osobą o socjalistycznych poglądach, był głęboko zaangażowany w utrzymywanie tradycyjnych żydowskich wartości. Rozumiał, że religia stanowi ważny czynnik utrzymujący jedność i tożsamość narodu żydowskiego. Był jednym z nielicznych głosów w niereligijnym otoczeniu socjalistycznych syjonistów, który nalegał na przestrzeganie szabatów i świąt żydowskich, koszerności pokarmów w kuchniach Histadrut oraz obrzezania dzieci w kibucach.